# Killing My Darlings
Killing My Darlings är ett studioalbum av Amanda Jenssen som släpptes i butik den 7 maj 2008 och var listetta i Sverige den 15 maj 2008.
Två låtar från albumet släpptes som singlar innan albumet utkom: Do You Love Me och Amarula Tree. Ytterligare två låtar finns på Jenssens MySpace - "Numb" och "For the Sun".
Skivan har blivit kritikerrosad och har bland annat fått högsta betyg av Dagens Industris och näst högsta betyg av Aftonbladets och Dagens nyheters recensenter. Singeln "Greetings From Space" släpptes den 16 december 2008, skrevs av Jenssen och Pär Wiksten och producerades av Simon Nordberg och Pär Wiksten.

## Låtlista
| Nr           | Titel                      | Längd |
| ------------ | -------------------------- | ----- |
| 1.           | For the Sun                | 3:29  |
| 2.           | Amarula Tree               | 3:02  |
| 3.           | Greetings From Space       | 5:16  |
| 4.           | Do You Love Me             | 3:34  |
| 5.           | So Far Away                | 3:34  |
| 6.           | Don’t Worry                | 2:59  |
| 7.           | Darling, Go Home           | 2:50  |
| 8.           | Numb                       | 3:32  |
| 9.           | Come On (You Have Arrived) | 3:24  |
| 10.          | Rising Up                  | 3:24  |
| 11.          | Our Last Goodbye           | 2:09  |
| Total längd: | Total längd:               | 37:13 |

### Singlar
- 2008 – Do You Love Me (#1)
- 2008 – Amarula Tree
- 2008 – For the Sun
- 2008 – Greetings From Space